# Piramida Sonca
Piramida Sonca je največja zgradba v Teotihuacánu in ena največjih v Mezoameriki. Stoji vzdolž Avenije smrti, med Piramido Lune in Ciudadela in v senci masivne gore Cerro Gordo. Piramida je del velikega kompleksa v središču mesta oziroma arheološkega najdišča.

## Zgodovina
Ime 'Piramida sonca prihaja od Aztekov, ki so obiskali mesto Teotihuacan stoletja po tem, ko je bilo zapuščeno. Kako so jo poimenovali Teotihuacanos, ni znano. Zgrajena je bila v dveh fazah. Prva gradbena faza, okoli 100 n. št., je prinesla piramido skoraj do današnje velikosti. Druga faza gradnje je dala njeno končno velikost s stranico 224,942 metrov in višino 75 metrov, kar je tretja največja piramida na svetu , kar je še vedno nekaj več kot polovico višine Velike piramide v Gizi (146 metrov). V drugi fazi je bil na vrhu piramide zgrajen tudi oltar, ki ni ohranjen. Platforma Adosada je bila dodana piramidi v začetku tretjega stoletja, ob približno istem času so bili zgrajeni tudi Ciudadela in Tempelj pernate kače ter Piramida pernate kače.
Preko strukture so starodavni Teotihuacanos svojo piramido ometali z apnenim ometom, materialom uvoženim iz okoliških območij, na katerega so naslikali briljantnne barvne freske. Danes barve in mavec niso več vidni. Jaguarjeva glava in šape, zvezde in kača klopotača so le nekateri liki, povezani d piramidami.
Uničenje templja na vrhu piramide, bodisi namerno in zaradi naravnih sil pred arheološkimi raziskavami območja, je doslej preprečilo identifikacijo piramide na nobeno božanstvo.

## Dimenzije, položaj in usmerjenost
| Dimenzije                 | Podatki                                                                         |
| ------------------------- | ------------------------------------------------------------------------------- |
| Višina                    | 71,17 m                                                                         |
| Površina na višini terena | 794,79 kvadratnih metrov                                                        |
| Stranica                  | 223,48 m                                                                        |
| Kot naklona               | 32,494 stopinj                                                                  |
| Površina stranic          | 59.213,68 kvadratnih metrov (predpostavlja se kvadrat v osnovi in gladke stene) |
| Prostornina               | 1.184.828,31 m³                                                                 |

Usmeritev strukture ima lahko delno antropološki pomen. Piramida je usmerjena nekoliko severozahodno od obzorja točke zahajajočega sonca dva dni v letu, 12. avgusta in 29. aprila, ki predstavljata približno eno božje koledarsko leto za Teotihuacance. 12. avgust je pomemben zato, ker bi zaznamoval datum začetka tega obdobja in začetni dan koledarja dolgega štetja Majev. Poleg tega so lahko iz lokacije piramide opazovali veliko pomembnih astroloških dogodkov, ki so bili pomembni tako v kmetijstvu kot verovanju starodavne družbe.
Piramida je bila zgrajena nad umetnim predorom, ki vodi v jamo, ki se nahaja šest metrov pod središčem strukture. Prvotno so verjeli, da je predor naravno oblikovana jama v lavi in razlagali kot možnost kraja Chicomoztoca, ime za mitski izvor kraja azteških Mehikancev, Tepanecs, Acolhuas in drugih nahuatl govorečih ljudstev (ali Nahuaji) osrednjega območja Mehike od Mezoamerike, v postklasičnem obdobju. Novejša izkopavanja kažejo, da je prostor delo človeka in bi lahko služil kot kraljeva grobnica.  V zadnjem času znanstveniki  uporabljajo detektorje z mioni, in poskušajo najti druge komore v notranjosti piramide, a je ropanje preprečilo odkritje funkcije komor v teotihuacanski družbi.

## Najdbe
Le nekaj skritih artefaktov so našli v in okoli piramide. Puščice iz obsidiana in človeške figurice so odkrili v notranjosti piramide, podobne predmete so našli v bližini piramide Lune in piramide Pernate kača v Ciudadeli. Te predmeti so lahko uporabljali pri žrtvovanju. Edinstven zgodovinski artefakt so odkrili ob vznožju piramide ob koncu devetnajstega stoletja, Teotihuacan Ocelot, ki je sedaj v zbirki britanskega muzeja.  Poleg grobišča otrok so našli med izkopavanji vogale piramide. Menijo, da so ti pokopi del žrtvenih ritualov namenjenih gradnji piramide. V letu 2004 so odkrili dvanajst pokopanih trupel v oboku v piramidi, deset  je bilo obglavljenih, skupaj z ostanki številnih živali in drugih očitnih žrtev. 